# Al Aaraaf
Al Aaraaf es un poema temprano del escritor estadounidense Edgar Allan Poe, publicado por primera vez en 1829. Habla del más allá en un lugar llamado Al Aaraaf, inspirado en el A'raf como se describe en el Corán. Con 422 líneas, es el poema más largo de Poe. El poema, que Poe dijo haber escrito antes de los 15 años, se publicó por primera vez como el poema principal en la colección de 1829 Al Aaraaf, Tamerlane y Minor Poems. El libro y Al Aaraaf en particular recibieron críticas en su mayoría negativas por su complejidad, referencias oscuras y extraña estructura. Sin embargo, algunos notaron el potencial del joven poeta, incluido el autor y crítico John Neal, a quien Poe le había mostrado Al Aaraaf antes de su publicación. Poe luego se refirió a la respuesta de Neal como las primeras palabras de aliento que había recibido. Sin embargo, la respuesta negativa a Al Aaraaf puede haber inspirado la teoría poética posterior de Poe de que los poemas deben ser breves. Años más tarde, en 1845, Poe usó el poema para engañar a los miembros del círculo literario de Boston durante una lectura. Poe dijo que el poema era nuevo y que su audiencia estaba perpleja. Más tarde dijo que la audiencia de Boston no merecía un nuevo poema. Sentía una fuerte aversión por los poetas de Nueva Inglaterra y el Movimiento Trascendental que tenía allí su base, y esperaba que al presentar un poema que había escrito en su juventud demostraría que los bostonianos desconocían la buena literatura.
Al Aaraaf" es el poema más largo que escribió Poe y se inspiró en el descubrimiento de una supernova por parte de Tycho Brahe en 1572, que fue visible durante unos diecisiete meses. Poe identificó la supernova con Al Aaraaf, una estrella que era el lugar entre el paraíso y el infierno. Al Aaraaf (en árabe الأعراف, transcrito alternativamente al-Aʻrāf) era un lugar donde las personas que no habían sido ni marcadamente buenas ni malas tenían que quedarse hasta que Dios las perdonara y las dejara entrar al paraíso, como se discute en la sura 7 del Corán. Como Poe le explicó a un posible editor: "Su título es Al Aaraaf del Al Aaraaf de los árabes, un medio entre el cielo y el infierno donde los hombres no sufren castigo, pero sin embargo no alcanzan esa tranquilidad y felicidad que suponen que son las características del disfrute celestial.
En la sección inicial del poema, Dios le ordena a Nesace, el espíritu de la belleza, que transmita un mensaje a "otros mundos". Nesace despierta al ángel Ligeia y le dice que despierte a los otros mil serafines para realizar la obra de Dios. Sin embargo, dos almas no responden: la "doncella-ángel" Ianthe y su "serafin-amante" Angelo (Miguel Ángel), quien describe su muerte en la tierra y el vuelo de su espíritu a Al Aaraaf. Ianthe y Angelo son amantes, y su fracaso en hacer lo que Nesace ordenó, resulta en que Dios no les permite entrar al cielo.

## Análisis
Al Aaraaf está lleno de alusiones y, debido a esto, los académicos a menudo lo evitan porque, como señala el escritor Arthur Hobson Quinn, puede ser "ininteligible". Sin embargo, Quinn dice también que posee cualidades que son importantes para comprender el desarrollo de las habilidades de Poe como poeta. Al Aaraaf mezcla hechos históricos, mitología religiosa y elementos imaginativos. El poema se centra principalmente en el más allá, el amor ideal y la belleza ideal en relación con la pasión. La mayor parte de la obra se centra en el intento de alcanzar la belleza y la estética ideales. Los personajes del poema sirven como símbolos representativos de las emociones personificadas. La diosa Nesace es la belleza, Ligeia representa la música en la naturaleza, Ianthe y Angelo son criaturas de pasión.
El poema se basa en la Sura 7 (árabe الأعراف) en el Corán; [4] Poe también se basó en el Corán en otras obras, incluido El cuento mil y dos de Scheherazade. En Al Aaraaf, Poe probablemente estaba menos interesado en el Corán en sí mismo y más en una atmósfera exótica o del otro mundo. El verdadero escenario del poema es una especie de paisaje onírico o mundo alternativo. Como escribió el crítico Floyd Stovall, el tema del poema es "uno de desilusión con el mundo y escape a algún reino más agradable del sueño o de la imaginación".
Se creía que la estrella que llevó a Poe a escribir Al Aaraaf presagiaba un desastre o que la humanidad sería castigada por violar las leyes de Dios. Poe pudo haber tenido la idea de basar un poema en el descubrimiento astronómico de Brahe a partir del uso que hizo el poeta John Keats del descubrimiento del planeta Urano en 1781 en un poema llamado La primera mirada al Homero de Chapman (1816). El nombre de la estrella se ha cambiado de "Al Orf" a Al Aaraaf para volverse similar a la palabra arafa, que significa "distinguir entre cosas". Además, Poe estaba en deuda con el poeta irlandés Thomas Moore, cuyo poema Lalla-Rookh inspiró, entre otras partes de Al Aaraaf, el catálogo de flores cerca del principio. Otra obra de Moore, Los amores de los ángeles, inspiró la idea de Poe de unir el amor mortal y el inmortal.
Estructuralmente, Al Aaraaf consta de 422 versos y no tiene un ritmo poético perceptible o consistente, aunque la métrica se asemeja a una sección de Manfredo de Lord Byron. En lugar de una estructura formal, el poema se enfoca en el flujo del sonido. El poeta Daniel Hoffman analizó la métrica fluctuante y determinó que la parte I comienza con pareados octosílabos y luego cambia a pareados pentámetros con interludios ocasionales de trímetros-dímetros rimados alternativamente. La parte II generalmente usa coplas en pentámetro con un interludio de dímetros anapésticos.

## Publicación

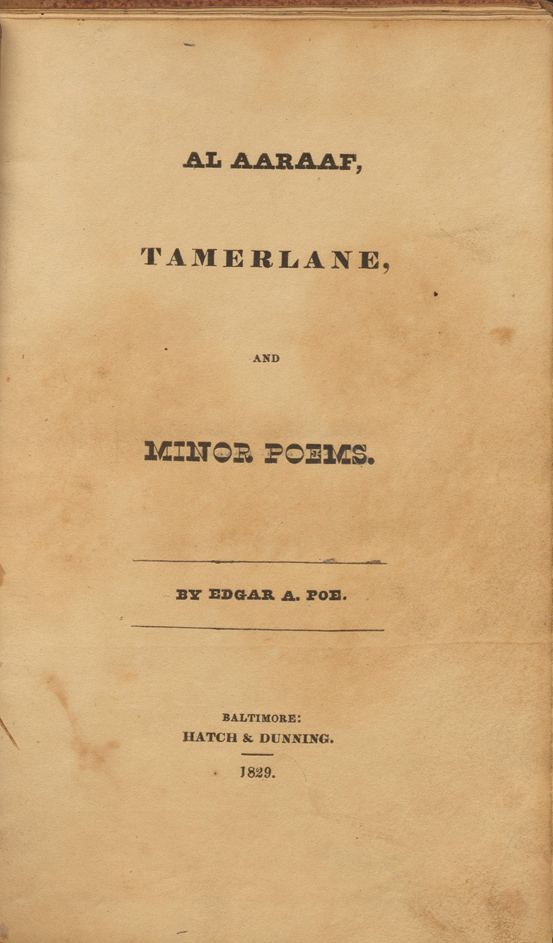
Al Aaraaf, Tamerlane, and Minor Poems (1829)

Poe afirmó que había escrito Al Aaraaf antes de cumplir los 15 años, aunque luego revidió su aseveración. Algunos pasajes del poema se publicaron por primera vez en el número del 19 de mayo de 1829 de la Gaceta de Baltimore firmado "Marlow". Poe ofreció por primera vez el poema completo a los editores Carey, Lea & Carey en Filadelfia alrededor de mayo de 1829. Les escribió: "Si el poema se publica, tenga éxito o no, soy 'irrecuperablemente un poeta'". Pero a vuestra opinión lo dejo”. Se reunió con Isaac Lea, quien estaba dispuesto a publicarlo siempre que estuvieran protegidos contra cualquier pérdida. Poe le pidió a su padre adoptivo, John Allan, que subvencionara la impresión, pero dado que Allan no apoyaba las actividades literarias de Poe, se negó. El 28 de julio, Poe escribió a los editores solicitando la devolución de su manuscrito porque, como dijo, había "dispuesto mejor de mis poemas de lo que tenía derecho a esperar".
Al Aaraaf finalmente se imprimió por primera vez en la colección Al Aaraaf, Tamerlane y Minor Poems. Hatch and Dunning de Baltimore, Maryland, imprimió 250 copias de la obra de 71 páginas en diciembre de 1829. Aunque Poe ya había editado por cuenta propia Tamerlán y otros poemas, consideró a Al Aaraaf, Tamerlán y poemas menores como su primer libro. Aunque esto no era del todo cierto, fue el primer trabajo publicado con su nombre, firmado "Edgar A. Poe". Poe abordó la oscuridad en Al Aaraaf al incluir múltiples notas a pie de página, muchas de las cuales no se tradujeron del francés, latín y español. Al Aaraaf se publicó en su totalidad solo una vez en vida de Poe, aunque algunos críticos creen que Poe nunca completó el poema ya que Poe dio a entender que originalmente tenía la intención de tener cuatro partes o 400 líneas.
Tras su publicación, Al Aaraaf y los demás poemas de la colección de Poe generaron duras críticas debido a lo difícil que era de entender. Entre los primeros críticos se encontraba John Hill Hewitt, quien escribió sobre Poe que "ningún hombre ha sido sobrestimado más vergonzosamente". Al tratar de explicar el título del poema, escribió, "toda nuestra tortura mental no pudo obligarnos a entenderlo línea por línea o la suma total". Un crítico de Baltimore Minerva and Emerald preguntó: "¿Se ha quedado el poeta paralizado y mudo?" Antes de la publicación, Poe había buscado el consejo de William Wirt, quien había ganado reputación como distinguido hombre de letras en Baltimore. En Al Aaraaf, Wirt escribió que no era el mejor juez de poesía, pero creía que podría ser aceptado por los lectores de pensamiento moderno. También escribió, "pero para tratar con franqueza ... (como estoy obligado a hacer) debería dudar si el poema gustará a los lectores anticuados como yo". Sarah Josepha Hale de Godey's Lady's Book señaló que Al Aaraaf debe haber sido escrito por un autor joven porque era "juvenil, débil y completamente deficiente en las características comunes de la poesía". Sin embargo, todavía llamó al autor un genio. Un crítico de la revista American Ladies Magazine también comentó sobre la edad del poeta: "[el] autor que parece ser muy joven, es evidentemente un gran genio, pero necesita juicio, experiencia, tacto".
Poe se jactó de que estos primeros poemas eran superiores a la mayoría de los otros ejemplos de la poesía estadounidense. El crítico John Neal, que era amigo del primo de Poe, George Poe, respondió a la afirmación de Poe en su reseña de Al Aaraaf para The Yankee y Boston Literary Gazette. Dijo que el alarde de Poe era "una tontería bastante exquisita", pero que el joven autor se mostró prometedor y predijo que algún día Poe podría "hacer un poema hermoso y quizás magnífico" para probar su afirmación. Creía que si los futuros poemas de Poe fueran tan buenos como algunas de sus mejores líneas en Al Aaraaf: "Merecerá estar alto, muy alto, en la estimación de la resplandeciente hermandad. Sin embargo, si lo hará, debe depender no tanto de sus palabras ahora en mera poesía, como de su valor en el futuro en algo aún más elevado y más generoso: aludimos a las propiedades más fuertes de la mente, a la determinación magnánima que permite un joven para soportar el presente, cualquiera que sea el presente, con la esperanza, o más bien con la creencia, la creencia fija, inquebrantable, de que en el futuro encontrará su recompensa."
El estímulo de Neal, que llegó antes de la publicación, llevó a Poe a incluir una dedicatoria a Neal en la colección Al Aaraaf, Tamerlane y Minor Poems. El primo de Poe, Neilson Poe, quedó impresionado por el respaldo de Neal y escribió: "Nuestro nombre será aún mejor". [31] Edgar Poe se referiría a los comentarios de Neal como "las primeras palabras de aliento que recuerdo haber escuchado". Poe mismo admitió que Al Aaraaf tenía algo de "buena poesía" así como "mucha extravagancia, que no he tenido tiempo de tirar". En el siglo XX, el poeta Daniel Hoffman se refirió a Al Aaraaf como "el fracaso más ambicioso de Poe", sugiriendo que es un intento "fracturado" de un poema épico que "se quedó sin combustible". El biógrafo Jeffrey Meyers lo llamó "el poema más turbio y opaco" de Poe.

## Legado
Al Aaraaf incluye nombres que Poe reutilizaría más tarde: Ligeia y Zante. Algunos de los temas del poema también presagian un futuro poema, La ciudad en el mar (1831). El fracaso crítico tanto de Al Aaraaf como de Tamerlán convenció a Poe de que los poemas largos son inherentemente defectuosos porque no pueden transmitir un estado de ánimo adecuado o una forma poética de alta calidad. Por eso nunca más volvió a experimentar con la poesía larga. Más tarde escribiría sobre su teoría sobre la poesía corta en El principio poético en 1848. En ese ensayo, escribió: "Un poema largo no existe. Sostengo que la frase, 'un poema largo', es simplemente una contradicción de por si". Sostiene, en cambio, que la poesía épica y otros poemas largos son en realidad una serie de poemas cortos unificados. Los críticos han sugerido que esta teoría fue escrita para que Poe pudiera justificar por qué Al Aaraaf era impopular.
Después de la publicación de El cuervo en 1845, Poe se convirtió en un nombre familiar y, habiendo alcanzado el apogeo de su fama poética, a menudo se le pedía que diera conferencias o recitara poesía en eventos públicos.[41] Una de esas invitaciones provino del Boston Lyceum en octubre de 1845, organizada con la ayuda de James Russell Lowell. A Poe le disgustaba mucho la escena literaria de Boston y la ciudad misma, a pesar de haber nacido allí. Sin embargo, aceptó la tarifa de $50 y el desafío de escribir un poema nuevo para su presentación.
Luego de su enemistad pública con Henry Wadsworth Longfellow y su disgusto por el movimiento trascendentalista con sede en Massachusetts,  Poe decidió jugarle una mala pasada a su audiencia de Boston. El programa, realizado el 16 de octubre en el Teatro Odeon de Boston, fue un gran evento y contó con un discurso del estadista de Massachusetts Caleb Cushing que duró dos horas y media. Poe leyó Al Aaraaf, rebautizado como "The Messenger Star" para el evento, y trató de convencer a su audiencia de Boston de que el poema que escribió cuando era joven era nuevo. La audiencia estaba confundida por el oscuro poema y muchos se fueron durante su recitación. Poe terminó con El cuervo, como señaló el director del teatro, "permitiéndonos así hacer una demostración de frente después de una derrota muy lamentable".
Poe consideró el engaño como una oportunidad para demostrar que los bostonianos no conocían la buena literatura. Basado en la reacción crítica, creía que tenía razón. El editor del Boston Courier calificó a "The Messenger Star" como "una producción elegante y clásica, basada en los principios correctos, que contiene la esencia de la verdadera poesía, mezclada con una magnífica imaginación". Cuando Poe afirmó que escribió el poema antes de cumplir los 12 años, Cornelia Wells Walter del Boston Evening Transcript escribió sobre su sorpresa: "¡Un poema entregado ante una asociación literaria de adultos, escrito por un niño! ¡Piénsalo!" No está claro qué edad tenía Poe en el momento en que escribió el poema porque cambiaba con frecuencia sus aseveraciones al respecto. Lewis Gaylord Clark dijo que la edad de Poe al escribir el poema era irrelevante y, aunque admitió que la audiencia no sabía la edad del autor, "solo sabían que era algo triste". El biógrafo moderno Daniel Stashower comparó el truco de Poe con la historia El demonio de la perversidad, en la que Poe escribió sobre "un deseo sincero de hacer sufrir al lector... El narrador es consciente de que desagrada".
A su regreso a Nueva York, Poe escribió en el Broadway Journal su visión del evento. Tras señalar que se negó a ofrecer un poema didáctico, escribió:     Difícilmente podría suponerse que nos tomaríamos la molestia de componer para los bostonianos algo en la forma de un poema original "... Nosotros mismos no creemos que el poema sea notablemente bueno: no es lo suficientemente trascendental. Aun así, le fue bastante bien a la audiencia de Boston, que mostró una discriminación característica al comprender, y especialmente al aplaudir, todos esos pasajes complicados que nosotros mismos aún no hemos sido capaces de comprender... Si nos importara un comino su ira, no deberíamos hacerlo primero. los he insultado hasta los dientes, y luego sometido a sus tiernas mercedes un volumen de nuestros Poemas. Al Aaraaf fue utilizado entre 1928 y 1952 como seudónimo por la artista de Glasgow Hannah Frank.